# Alte Bielefelder Hütte
Die Alte Bielefelder Hütte war eine Schutzhütte der Sektion Bielefeld des Deutschen Alpenvereins. Sie stand etwa zwei Kilometer entfernt von der Neuen Bielefelder Hütte.

## Geschichte
Sie war im Jahre 1914 direkt unter den Nordabstürzen des Acherkogels, knapp zwei Kilometer südöstlich des jetzigen Standortes erbaut worden und diente als Schutzhütte, bis sie im Jänner 1951 von einer Lawine zerstört wurde. Die Hütte wurde nicht mehr aufgebaut. 1953/54 wurde die Neue Bielefelder Hütte an ihrem heutigen Standort zeitgemäß errichtet. Die Reste der alten Hütte wurden somit zur Alten Bielefelder Hütte, deren Fundamente auch heute noch zu sehen sind.